# Леопольдина Баденская
Леопольдина Вильгельмина Амалия Паулина Максимилиана Баденская (нем. Leopoldine Wilhelmine Amalie Pauline Maximiliane von Baden; 22 февраля 1837, Карлсруэ — 23 декабря 1903, Страсбург) — принцесса Баденская; в браке княгиня Гогенлоэ-Лангенбургская.

## Биография
Леопольдина — младшая дочь принца Вильгельма Баденского и герцогини Елизаветы Александрины Вюртембергской. Со стороны отца она была внучкой герцога Карла Фридриха Баденского и Луизы Каролины Гейер фон Гейерсдорф, со стороны матери — Людвига Вюртембергского и Генриетты Нассау-Вейльбургской.
24 сентября 1862 года Леопольдина вышла замуж за князя Германа Гогенлоэ-Лангенбургского, второго сына князя Эрнста I и его супруги Феодоры Лейнингенской, единоутробной сестры королевы Великобритании Виктории.
В семье родилось трое детей:
- Эрнст II Гогенлоэ-Лангенбургский (1863—1950), женат на принцессе Александре Саксен-Кобург-Готской.
- Элиза (1864—1929), замужем за Генрихом XXVII Рейсским.
- Феодора (1866—1932), замужем за Эмихом Лейнингенским.